# دنیل اسکارود
دنیل اسکارود (انگلیسی: Daniel Skaarud؛ زادهٔ ۱۰ سپتامبر ۲۰۰۷) بازیکن فوتبال اهل نروژ است که در حال حاضر برای باشگاه فوتبال لیلستروم بازی می‌کند.

## دوران ملی
وی همچنین در تیم‌های ملی فوتبال زیر ۱۵، ۱۶ و ۱۷ سال نروژ بازی کرده است.

## دوران باشگاهی
به عنوان یک بازیکن جوان، او به آکادمی جوانان باشگاه نروژی باشگاه فوتبال لیلستروم پیوست. او همچنین حرفه بزرگسالی خود را در سن پانزده سالگی با این باشگاه نروژی آغاز کرد. او پنج بازی انجام داد و گلی به ثمر نرساند. در سال ۲۰۲۴، او به آکادمی جوانان باشگاه هلندی آژاکس پیوست.

## زندگی شخصی
اسکارود در تاریخ ۱۰ سپتامبر ۲۰۰۷ در لورنسکوگ، نروژ به دنیا آمد. او به یک مادر تایلندی و یک پدر نروژی متولد شده است. او لیونل مسی، بازیکن بین‌المللی آرژانتینی، را به عنوان الگوی فوتبال خود در نظر گرفته است.

## شیوه بازی
اسکارود عمدتاً به عنوان یک وینگر بازی می‌کند. او به‌طور خاص به عنوان وینگر چپ فعالیت می‌کند. او راست‌پا است. او به خاطر توانایی‌های تکنیکی‌اش شناخته شده است. او همچنین به خاطر سرعتش معروف است.